# Dwyran
Dwyran är en på ön Anglesey, i kommunen Isle of Anglesey, i Wales. Byn är belägen 203,1 km 
från Cardiff. Orten har 670 invånare (2016).